# Велодром Андрэ-Петрио
Велодром Андрэ-Петрио (фр. Vélodrome André-Pétrieux), также известный как Велодром Рубе (фр. vélodrome de Roubaix) — открытый велотрек, расположенный в городе Рубе (департамент Нор, Франция). Он был открыт в 1936 году и является местом финиша монументальной классической однодневной велогонки Париж — Рубе с 1943 года.

## История
Он сменил первый велодром Рубе, открытый 9 июня 1895 и разрушенный в 1924 году, который принимал Париж — Рубе с момента её создания до 1914 года.
Велодром расположен в Парке спорта, на восточной окраине Рубе между улицами Roger-Salengro и Parc-des-Sports, менее чем в двух километрах от бельгийской границы. Травяное поле на внутренней стороне трассы используется как место для команды регби Рубе. В 2012 году рядом с ним открылся новый многофункциональный крытый велодром Жана Стаблински с дорожкой длиной 250 м, открылся рядом с Vélodrome André Pétrieux.
На велодроме Рубе также проходили чемпионаты Франции по шоссейному велоспорту в 1966 и 1971 годах, а с 2006 года зимой на нём проводится гонка по велокроссу, входившая в календарь Кубка мира по велокроссу 2008—2009, 2009—2010 и 2012—2013 гг.
В центре велодрома расположено травяное поле, на котором проводятся матчи по регби местного клуба.

## Андре Петрио (отец и сын)
Андре Петрио (отец) был владельцем бара на углу улиц Jules-Guesde и Lannoy «Chez Pétrieux».

 Он также являлся одним из создателей велосипедного клуба. Его сын, также названный Андре Петрио, был руководителем спорта в городе Рубе. По словам местного избранника Анри Планкерта, также личный друга Андре Петрио (сына) «Велодром назван в честь Андре Петрио отца и сына, хотя для меня это в основном сын».

## Галерея
- Вход на велодром.
- Финиш 2-го этапа 
 Тур де Франс 1961 года.
- Трибуна велодрома.
- Финиш Париж-Рубе. 12 апреля 2015. На видео показан весь велодром.